# 471 Papagena
Papagena (asteroide 471) é um asteroide da cintura principal com um diâmetro de 134,19 quilómetros, a 2,21213032 UA. Possui uma excentricidade de 0,23353842 e um período orbital de 1 790,92 dias (4,9 anos).
Papagena tem uma velocidade orbital média de 17,53204533 km/s e uma inclinação de 14,98526013º.
Esse asteroide foi descoberto em 7 de Junho de 1901 por Max Wolf.